# Deal (Kent)
Deal est une ville du Kent, en Angleterre. Elle est située à 13 kilomètres au nord-est de Douvres. Il s'agit d'une petite communauté de pêcheurs située entre Douvres et Ramsgate. En étroite relation avec Deal sont les villages de Kingsdown, Sholden, la dernière étant l'endroit où Jules César est arrivé en Grande-Bretagne (meilleure estimation par les historiens).
Deal a été désigné comme un membre des Cinq-Ports en 1278. Grâce à sa position sur la côte, la ville s'est développée pour devenir le port le plus actif en Angleterre, et aujourd'hui, elle jouit de la réputation d'être une paisible station balnéaire, ses rues pittoresques et ses maisons sont le seul rappel de son histoire. La côte française se situe à environ quarante kilomètres de sa plage et est visible durant les jours ensoleillés.
Sa plus belle construction est le Tudor Deal Castle, commandé par le roi Henry VIII, et dont la vue aérienne rappelle une Rose Tudor.

## Historique

### L'histoire maritime
Deal possède un port connu qui a été désigné en 1278 comme un membre rattaché aux Cinq-Ports.

### La Marine Royale
La première maison des Marines Royales, dans le Kent a été établi à Chatham en 1755. En raison de sa proximité avec le continent et du fait qu'elle possédait un chantier naval en plein essor, Deal a été étroitement associé à ce corps depuis sa fondation. Les enregistrements de l'ancien chantier naval maritime de Deal existent depuis 1658 et montrent que les Marines de Chatham et de Woolwich étaient en service à Deal, et cantonnés dans la ville, jusqu'à ce que le dépôt d'offre soit créé en 1861.
La caserne de Deal s'est fait connaître au cours de sa longue histoire comme l'école royale de la musique marine, les casernes de Walmer composées du Nord, de l'Est et du Sud (ou cavalerie), elles ont toutes été construites peu après le déclenchement de la Révolution française.
Le 22 septembre 1989 onze soldats sont tués dans un attentat de l'IRA contre leur caserne.

### Jetées
Un total de trois jetées a existé à différentes époques. La première, construite en bois en 1838, est conçue par Sir John Rennie. Après sa destruction lors d'une tempête en 1857, elle est remplacée en 1864 par une jetée en fer. Ce quai devient un lieu populaire et dure jusqu'à la Seconde Guerre mondiale, quand il est frappé et gravement endommagé par un dragueur de mines néerlandais, le Nora, en janvier 1940.
La jetée actuelle, faite principalement de béton et d'acier, est inaugurée le 19 novembre 1957 par Philip Mountbatten, alors Duc d'Édimbourg et est longue de 311 mètres.

## Lieux historiques

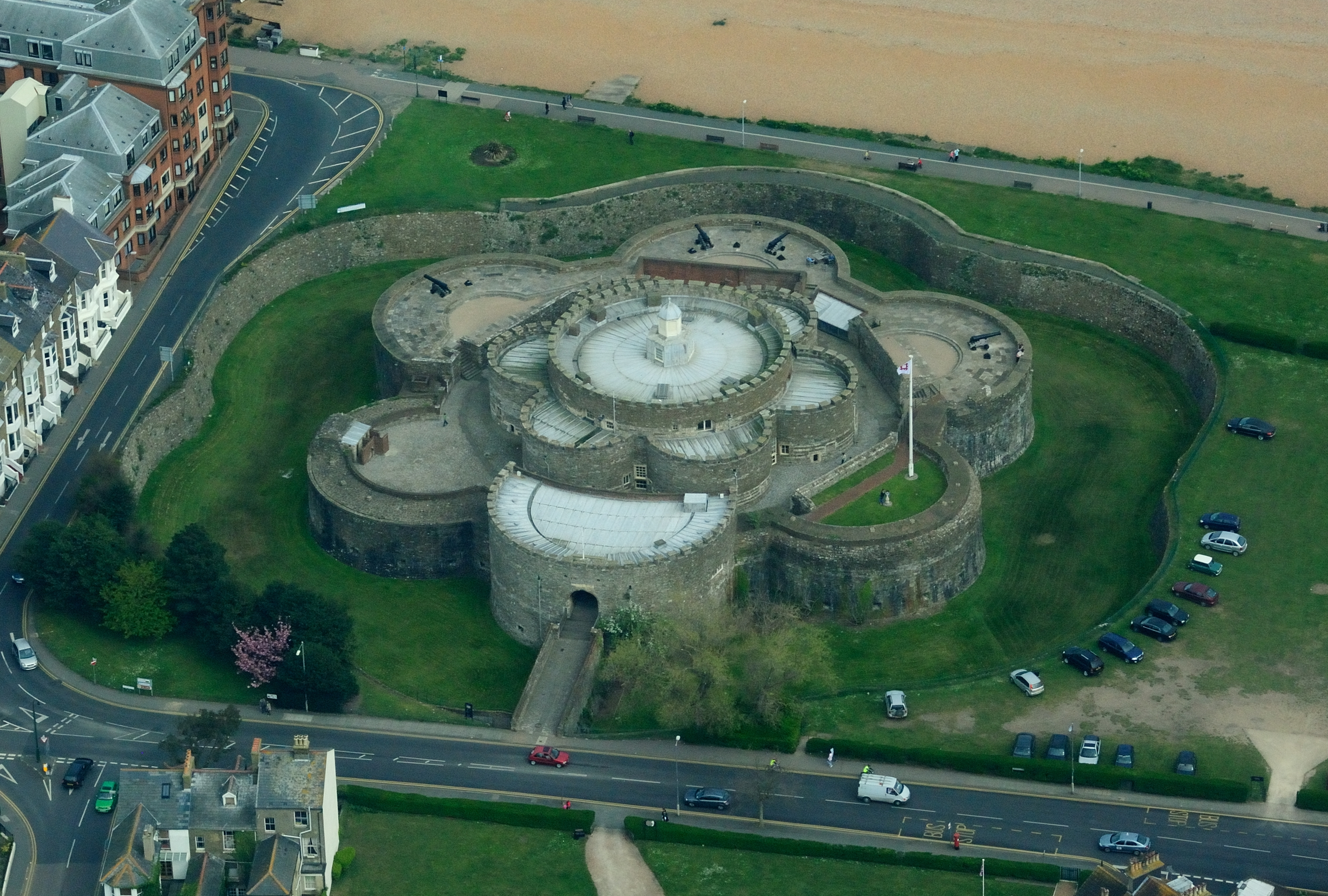
Vue aérienne du château de Deal sur la côte est du Kent (Angleterre).

Deal possède plusieurs lieux historiques, tous liés à l'histoire maritime de Deal. On distingue notamment deux châteaux ; Le Château de Deal (Deal Castle) et le château de Walmer (Walmer Castle), gérés par English Heritage, tandis que les ruines d'un troisième (Sandown Castle) se situent dans le nord de la ville. Le musée d'histoire locale et maritime de Deal possède des galères et autres bateaux, ainsi que des maquettes de divers navires de guerre. Le Timeball Tower Museum, doté d'une boule horaire sur son toit, met quant à lui l'accent sur l'importance pour les marins du XIXe siècle de connaître l'heure exacte afin de calculer leur position en mer.

## Jumelages
- Saint-Omer (Pas-de-Calais) (France) depuis 1965
- Flessingue (Pays-Bas)

## Célébrités liées à Deal
- Norman Wisdom, comédien
- William Hartnell, acteur
- John Whitaker Hulke, chirurgien et géologue
- Pierre Demers, physicien